# 矮蝙蝠魚
矮蝙蝠魚（学名：Ogcocephalus pumilus）為輻鰭魚綱鮟鱇目棘茄魚亞目棘茄魚科的其中一種，分布於中西大西洋加勒比海海域，屬底棲性魚類，棲息深度35-348公尺，本魚喙長，體灰白色通常無斑紋，胸鰭薄膜細而半透明，在鰭條的腹面上無肉質襯墊，背鰭軟條4枚，臀鰭軟條3-4枚，體長可達6.1分，棲息底層水域，生活習性不明。
其种加词“pumilus”意为“矮小的”。